# Stefano Rusconi
Stefano Rusconi (ur. 2 października 1968 w Bassano del Grappa) – włoski koszykarz, występujący na pozycji środkowego, reprezentant kraju, po zakończeniu kariery zawodniczej trener koszykarski.

## Osiągnięcia
Na podstawie, o ile nie zaznaczono inaczej.
Drużynowe
- Mistrz Włoch (1992, 1997)
- Wicemistrz:
  - Euroligi (1993)
  - Włoch (1990, 1993, 1995)
- 3. miejsce w Eurolidze (1998)
- Zdobywca:
  - pucharu:
    - Saporty (1995)
    - Hiszpanii (1999)
    - Włoch (1993–1995)

  - superpucharu Włoch (1997)
- Finalista:
  - pucharu Włoch (1988, 1992, 1998)
  - superpucharu Włoch (1995)

Indywidualne
- MVP ligi włoskiej (1995)
- Uczestnik meczu gwiazd:
  - FIBA All-Star Game (1990)
  - ligi włoskiej (1999)
- Lider ligi włoskiej w blokach (1990)

Reprezentacja
- Mistrz igrzysk śródziemnomorskich (1993)
- Wicemistrz Europy (1991)
- Brązowy medalista mistrzostw:
  - świata U–19 (1987)
  - Europy:
    - U–18 (1986)
    - U–16 (1985)
- Uczestnik:
  - mistrzostw Europy (1991, 1993 – 9. miejsce, 1995 – 5. miejsce)
  - kwalifikacji do igrzysk olimpijskich (1992)